# Conde de Prime
Conde de Prime é um título nobiliárquico criado por D. Luís I de Portugal, por Decreto de 21 de Agosto de 1879, em favor de José Porfírio de Campos Rebelo, antes 2.º Barão de Prime e 1.º Visconde de Prime.
Titulares
1. José Porfírio de Campos Rebelo, 2.º Barão, 1.º Visconde e 1.º Conde de Prime.

Após a Implantação da República Portuguesa, e com o fim do sistema nobiliárquico, usou o título: 
1. José Frederico Teixeira de Carvalho, 2.º Conde de Prime.